# Rongshui
Der Autonome Kreis Rongshui der Miao (chinesisch 融水苗族自治县, Pinyin Róngshuǐ Miáozú zìzhìxiàn; Zhuang Yungzsuij Myauzcuz Swciyen) ist ein autonomer Kreis der Miao-Nationalität in der bezirksfreien Stadt Liuzhou im Autonomen Gebiet Guangxi der Zhuang-Nationalität in der Volksrepublik China. Er hat eine Fläche von 4.640 km² und zählt 424.500 Einwohner (Stand: Ende 2018). Sein Hauptort ist die Großgemeinde Rongshui (融水镇).